# Twist of Shadows
Twist of Shadows — третий полноформатный альбом голландского коллектива Clan of Xymox, выпущенный (под названием группы Xymox) в 1989 году на лейбле Wing Records. Этот диск стал наиболее коммерчески успешной работой Clan of Xymox за всю историю существования коллектива, его суммарные продажи составили 300 тысяч копий.
С альбома вышли три двенадцатидюймовых сингла: «Obsession», «Blind Hearts» и «Imagination», причём две первые композиции стали клубными хитами.
Обложку диска оформил известный дизайнер Воган Оливер.

## Стиль, тематика, отзывы критиков
Музыкальный критик Джеймс Криспелл описал альбом как «готический вокал, окружённый атмосферными синтезаторными проигрышами», отметив, что в его звучании нет ничего «индустриального», композиции выдержаны в среднем темпе и несут явный отпечаток влияния творчества группы New Order.
Саид Суккарье, критик сайта Musicfolio.com, счёл Twist of Shadows более доступным для неподготовленного слушателя, нежели предыдущие альбомы Clan of Xymox, и обратил внимание на то, что коллектив начал активно использовать в своей музыке танцевальные ритмы; в то же время он подчеркнул, что этот диск по-прежнему ориентирован прежде всего на поклонников готической музыки, в отличие от трёх последующих альбомов команды.
Кристиан Логан Райт, критик журнала Spin, в своей рецензии назвал альбом «сложным этапом перехода от арт-роковой темноты к поп-доступности» и оценил его музыку как «более лёгкую и плавную» по сравнению с предыдущими работами коллектива.
Негативный отзыв диск получил от рецензентов из журнала Trouser Press, которые назвали альбом «простым и доступным», но слишком подражательным, а самих Clan of Xymox оценили как «просто ещё одну электронно-танцевальную группу пост-романтической эры».
Тексты песен, представленных на альбоме, в основном посвящены депрессии и несчастной любви. По мнению Кристиана Райта, за их простотой «скрывается скорее невинность, нежели наивность».

## Позиции в чартах
Twist of Shadows стал самым большим успехом для Clan of Xymox за всё время существования группы. Альбом успешно стартовал в чарте Billboard и в итоге достиг 165-й позиции из двухсот. Из трёх синглов, выпущенных с этого диска, песня «Obsession» заняла 16-е место в альтернативном и 12-е — в клубном чарте; «Blind Hearts» — 9-е место в клубном хит-параде; «Imagination» достигла 85-й позиции в Billboard Hot 100, став наиболее успешным синглом группы.

## Список композиций
Тексты: Ронни Морингс. 

Музыка: Ронни Морингс и Анке Вольберт, кроме песен «Blind Hearts» и «A Million Things» (Морингс, Вольберт, Берт Бартен), а также «In the City» (Морингс).
1. «Evelyn» — 4:02
2. «Obsession» — 5:49
3. «Craving» — 5:41
4. «Blind Hearts» — 3:47
5. «The River» — 2:47
6. «A Million Things» — 3:52
7. «Tonight» — 5:19
8. «Imagination» — 5:04
9. «In the City» — 4:56
10. «Clementina» — 5:09

## Участники записи

### Основной состав
- Ронни Морингс — вокал, гитара, программирование, клавишные
- Анке Вольберт — вокал, бас-гитара, клавишные
- Питер Нотен — клавишные

### Сессионные музыканты
- Уилл Анверс — ударные
- Тони Висконти — струнные
- Элиза Ричард — бэк-вокал